# John F. Kennedy
John Fitzgerald Kennedy (Brookline, 29. svibnja 1917. – Dallas, 22. studenog 1963.), američki političar i 35. predsjednik SAD-a.
Diplomiravši na Harvardu, sudjelovao je u Drugom svjetskom ratu kao zapovjednik torpednog čamca, te je ranjen u borbi protiv Japanaca 1943. godine. Bio je zastupnik u Kongresu, a kao kandidat Demokratske stranke izabran je u studenom 1960. godine za predsjednika SAD.
Kennedy je prvi katolik te prvi Irski Amerikanac koji je postao predsjednik SAD-a. Ujedno je i jedini predsjednik SAD-a dobitnik Pulitzerove nagrade (godine 1957.).
Ubrzo nakon njegova stupanja na dužnost došlo je do neuspjele akcije antikastrovskih emigranata protiv Kube, a u listopadu 1962. godine Kennedy objavljuje pomorsku blokadu Kube, zbog raketnih baza koje je SSSR montirao na otoku. Kriza je riješena u neposrednom sporazumu između Kennedyja i Nikite Hruščova, koji je pristao na povlačenje sovjetskih raketa. Kennedy se orijentirao na sporazumijevanje sa SSSR u vezi s utrkom u naoružavanju. Ta politika je dovela do sklapanja Moskovskog sporazuma o zabrani nuklearnih pokusa u ljeto iste godine.
Program što ga je predložio Kongresu za stvarno i potpuno provođenje u život građanske ravnopravnosti za Crnce bio je u tom pogledu najrevolucionarniji čin od vremena Abrahama Lincolna, što ga je stajalo života. Postao je žrtvom atentata u Dallasu. Sa šestog kata zgrade ispaljena su dva hica i predsjednik je u otvorenim kolima klonuo, pogođen u glavu i vrat. Preminuo je u obližnjoj bolnici pola sata nakon atentata, ne došavši svijesti. Okolnosti njegova ubojstva nisu do danas razjašnjene. Njegovom smrću umro je čovjek čija bi politička mudrost i snažan utjecaj na ljude, da se bore za ideale slobode i demokracije, možda mogla svladati protuslovlja u američkom društvu, koja su nakon atentata, izbila svom žestinom u vidu oštrih sukoba oko vijetnamske politike i eskalacije nasilja u javnom životu. Zaredala su ubojstva prominentnih osoba, a rasni su sukobi postali kronična boljka američkog društva.

## Rani život i karijera
Djed Johna Fitzgeralda, Patrick Kennedy, doselio se u Sjedinjene Države iz grofovije Wexford, u Irskoj 1850. godine, neposredno poslije velike gladi koja je prouzročila masovno iseljavanje iz Irske, većinom u SAD. Ukrcao se iz New Rossa u Irskoj za Liverpool i odatle brodom u SAD.
Otac Johna Fitzgeralda – Joseph već je u 25 godini života postao predsjednikom jedne male bostonske banke koju je spasio od stečaja.
John F. Kennedy se rodio 29. svibnja 1917. godine kao sin Josepha P. Kennedyja i Rose Fitzgerald. Njegov otac bio je jedan od najbogatijih i najutjecajnijih ljudi u Massachusettsu, često navođen kao osnivač Kennedyjevih kao jedne od najmoćnijih političkih dinastija u SAD.
John Kennedy je u djetinjstvu razvio Addisonovu bolest, koja će ga, slično kao i mnoge druge kronične bolesti, mučiti cijeli život. Roditelji su njegovo zdravstveno stanje krili pred javnošću, a sam Kennedy je tome doprinosio avanturističkim životnim stilom, kao i sklonošću raznim eksperimentalnim terapijama i lijekovima.
Kennedy je studirao na Harvardu, te prvi put pažnju javnosti privukao svojim diplomskim radom Why England Slept, koji je objavljen 1940. godine kao knjiga te postao bestseler.
Nakon što su SAD ušle u Drugi svjetski rat, Kennedy se pokušao javiti u vojsku, ali su ga odbili kao medicinski nesposobnog. Zahvaljujući političkim vezama, umjesto toga je dobio čin potporučnika u ratnoj mornarici i služio kao kurir mornaričkog sekretara u Washingtonu. Međutim, zbog ljubavne veze s Ingom Arvad, osumnjičenom za špijunažu u korist Hitlerove Njemačke, bio je premješten s tog položaja, i kasnije se obučio za zapovjednika torpednog čamca. Poslan je na Pacifik, gdje je dobio komandu nad čamcem PT-109. 2. kolovoza 1943. godine njegov čamac je uništio japanski razarač, a Kennedy je, iako i sam teško ranjen, spasio jednog člana svoje posade. Za taj podvig je dobio niz odlikovanja.

## Politička karijera
Otac Joseph je političku karijeru bio namijenio starijem sinu Joseph Kennedy Jr., ali je on 1944. godine poginuo u ratu. Zbog toga je mlađi John preuzeo njegovo mjesto. Godine 1946. je kao kandidat Demokratske stranke glatko osvojio mjesto zastupnika u Kongresu.
Na njegovu ranu političku karijeru priličan utjecaj je imalo očevo prijateljstvo s republikanskim senatorom Josephom McCarthyjem, te zajednički antikomunizam. Zbog toga je mladi kongresmen Kennedy sudjelovao u progonima ljevičara i liberala optuženim za šurovanje sa SSSR-om.
Djelomično zahvaljujući McCarthyjevoj diskretnoj podršci, Kennedy je 1952. godine izabran u Senat. Tamo se nije previše istakao, najviše zbog sve gorih zdravstvenih problema, izazvanih posljedicama ranjavanja.
Godine 1953. oženio je Jacqueline Bouvier, s kojom je imao četvero djece.
Godine 1954. Kennedy je, zbog operacije kralježnice, bio prisiljen na duže mirovanje. Vrijeme je kratio pisanjem knjige Profili hrabrosti, koja će postati još jedan bestseler te ga učiniti jednim od najpopularnijih političara svog vremena. Knjiga je nagrađena Pulitzerovom nagradom za biografiju 1957. godine, a Kennedy je tako postao prvi, za sada i jedini, američki predsjednik koji je dobio tu nagradu. Istovremeno je Kennedy počeo uzimati nove lijekove kortikosteroide koji su mu ne samo pomogli da se, barem za javnost, riješi zdravstvenih problema, nego i da svojom mladolikom pojavom postane najperspektivniji političar svoje generacije.
Njegov otac je odmah prepoznao da bi takav Kennedy mogao postati predsjednik, ali pokušaj da izbori potpredsjedničku nominaciju na demokratskoj izbornoj konvenciji 1956. godine nije uspio.

## Izbori 1960. godine
Tako stečena iskustva su dobro poslužila 1960. godine kada je Kennedy započeo kampanju za demokratskog predsjedničkog kandidata. Unatoč popularnosti, mladolikog izgleda i poznanstva s mnogim slavnim ličnostima, poput Franka Sinatre, u Kennedyjeve šanse su mnogi sumnjali zbog njegove katoličke vjere, drukčije od većine glasača u pretežno protestantskim SAD. Joseph Kennedy Jr. je, s druge strane, uložio veliki novac i poznanstva s mafijom – stečena za vrijeme prohibicije – kako bi uz pomoć sindikata odnio pobjedu na preliminarnim izborima u Zapadnoj Virginiji. Kennedy se tada nametnuo kao nezaustavljiv kandidat. Međutim, na izbornoj konvenciji u Los Angelesu je bio prisiljen odustati od namjere da svog brata Roberta Kennedyja imenuje za potpredsjedničkog kandidata, te je umjesto toga uzeo Lyndona B. Johnsona.
Kennedy se na izborima suprotstavio tadašnjem potpredsjedniku i republikanskom kandidatu Richardu Nixonu. U kampanji se postavio kao tvrdi antikomunist, optužujući Eisenhowerovu administraciju da, zbog popustljivosti SSSR-u, gubi hladni rat. Ipak, ključni trenutak kampanje bile su televizijske debate na kojima je po prvi put demonstrirana moć novog medija – slušatelji na radiju su prednost dali Nixonu, dok su gledatelji, opčarani lijepim izgledom demokratskog kandidata, prednost dali Kennedyju.
Unatoč tome, rezultati samih izbora bili su prilično tijesni i do samog kraja se nije znalo tko će pobijediti. Na kraju je Kennedy izvukao prednost od 100.000 glasova kao i u većinu u elektorskom kolegiju. Nixon je sumnjao da su rezultati u nekim oblastima – pogotovo u Chicagu – namješteni, ali je ipak priznao poraz.

## Predsjednik SAD
Kennedy je svoje predsjednikovanje otpočeo u skladu s hladnoratovskom retorikom iz svoje kampanje. U travnju 1961. godine je lansirao invaziju na Zaljev Svinja u Kubi, koja je završila sramotnim fijaskom. U kolovozu iste godine su istočnonjemačke vlasti podigle Berlinski zid, a Kennedy, osim verbalnih protesta, nije učinio ništa da to spriječi.
Nastojeći poboljšati svoj i rejting svoje zemlje, Kennedy je odlučio započeti Projekt Apollo – kojemu je cilj bio dovesti američke astronaute na Mjesec prije isteka dekade i tako postići važnu pobjedu u svemirskoj utrci sa Sovjetima. U taj projekt je uložen ogroman novac i mnogi ga smatraju najvećim simbolom, kao i dostignućem Kennedyjeve ere. 
Na unutrašnjem, kao i na vanjskom planu, Kennedyjevoj administraciji su važan pečat dali mladi, tehnokratski i reformski orijentirani kadrovi u kabinetu, od kojih su najpoznatiji bili njegov brat Robert Kennedy – imenovan za Glavnog državnog odvjetnika – te Robert McNamarra kao ministar obrane.
Kennedy je nastojao svoje predsjedništvo iskoristiti za ambiciozan program socijalnih i ekonomskih reformi sličan Rooseveltovom New Dealu i nazvan Nova granica. Međutim, on nije zaživio, dijelom i zbog snažnog otpora u Kongresu, kojem su pečati dali demokratski kongresmeni i senatori s Juga – uplašeni da bi Kennedy mogao nastaviti napore u smjeru ukidanja rasne segregacije započetog u Eisenhowerovo doba.
Sam je Kennedy prilično mlako podržavao pokret za građanska prava pod Martinom Lutherom Kingom, angažiravši se tek na pritisak javnosti i svog idealističkog brata. Robert Kennedy je, s druge strane, intenzivirao napore za obračun s organiziranim kriminalom, te je u tu svrhu angažirao na tom planu dotada uglavnom inertni FBI.
Na vanjskom planu je Kennedy se nastojao s daleko većom agresivnošću suprotstaviti Sovjetima, pri čemu je veliki naglasak stavljen na propagandu. U tu je svrhu formiran tzv. Mirovni korpus, čiji su dobrovoljci obrazovnim, kulturnim i drugim radom u zemljama Trećeg svijeta trebali tamošnjem stanovništvu ukazivati na prednost američkog načina života te tako sprječavati širenje socijalističkih i komunističkih ideja.
Suprotstavljanje Sovjetima se odražavalo i u slanju vojnih savjetnika u mnoge zemlje Trećeg svijeta radi suprotstavljanja revolucionarnoj gerili. U slučaju Južnog Vijetnama ta je politika dovela do eskalacije vojnog angažmana koja će kasnije prerasti u Vijetnamski rat.
Unatoč neuspjehu u Zaljevu svinja, Kennedy se nije odrekao nastojanja da sruši komunistički režim Fidela Castra na Kubi, i u tu svrhu je nastavio s tajnim programom CIA-e za njegovo svrgavanje. Kuba se radi zaštite obratila Sovjetima koji su instalirali projektile uperene na teritorij SAD. To je dovelo do kubanske raketne krize – što je trenutak kada je svijet bio najbliži trećem svjetskom ratu. Nuklearni obračun je u posljednji trenutak spriječen kompromisom između Kennedyja i Hruščova, kojim su Sovjeti pristali povući projektile s Kube.
To je iskustvo, između ostalog, nagnalo Kennedyja da se jače angažira na pitanju nuklearnog razoružanja, pa su u kolovozu 1963. godine Velika Britanija, SAD i SSSR potpisale sporazum o zabrani nuklearnih pokusa na površini Zemlje.

## Atentat
Kennedy se krajem 1963. godine počeo pripremati za izbornu kampanju 1964. godine, pri čemu je poseban naglasak stavljen na južne države, gdje nije bio tako popularan kao u ostatku zemlje. U tu je svrhu odlučio posjetiti Teksas, te je 22. studenog 1963. godine sletio u Dallas.
Dok se u otvorenom automobilu vozio ulicama u društvu supruge i teksaškog guvernera Johna Conallyja, na povorku su ispaljena tri hica iz puške. Jedan je metak pogodio i ranio Conallyja, a dva su pogodila Kennedyja – jedan u vrat, i jedan u glavu. Kennedy je odmah odvezen u bolnicu gdje je nedugo potom proglašen mrtvim.
Nekoliko sati kasnije Marinac Lee Harvey Oswald je uhićen, a potom i optužen za atentat. Oswald je tvrdio da je nedužan, ali to nije imao prilike dokazati pred sudom. Dva dana kasnije ga je u policijskoj stanici pred TV-kamerama ubio Jack Ruby, vlasnik noćnog kluba povezanog s organiziranim kriminalom.
Suočen s činjenicom da se detalji ubojstva možda nikada neće razotkriti na sudu, Johsnon – koji je temeljem Ustava postao predsjednik – odobrio je rad specijalnog tijela zvanog Warrenova komisija, kojemu je cilj bio pronaći i objaviti sve vezano uz atentat. Zaključak komisije je bio da je Oswald djelovao sam i ubio predsjednika iz nepoznatih motiva.
Međutim, detalji vezani uz atentat i počinitelja mnoge su od samog početka natjerali da sumnjaju i odbace taj zaključak. Umjesto toga se nude razne alternativne teorije zavjere vezane uz širi krug počinitelja, kojima je svoj doprinos dao i Hollywood, ali i zaključi posebnog kongresnog odbora 1970-ih godina.

## Mit o Kennedyju
Atentat na Kennedyja je za svjetsku, a pogotovo za američku javnost, predstavljao veliki šok te ostavio prazninu koju njegov daleko stariji, neugledniji i manje karizmatični nasljednik nije bio u stanju napuniti.
Zbog toga se gotovo odmah počeo stvarati mit o Kennedyju kao jednom od najvećih državnika svog vremena čiji je brutalno presječeni mandat predstavljao svojevrsno zlatno doba američke demokracije. Tome je doprinos dala i udovica Jacqueline Kennedy, usporedivši svoj glamurozni boravak u Bijeloj kući s Camelotom – dvorom legendarnog kralja Arthura. Zbog toga se za Kennedyjevo predsjednikovanje danas često koristi izraz Camelot.
Taj mit su preuzeli, a kasnije rafinirali baby boomeri – generacija čiji su mnogi pripadnici baš u doba Kennedyjevog atentata postajali politički aktivnim, te u mladolikom, idealističkom predsjedniku-mučeniku vidjeli sami sebe. Zbog toga su ne samo američki liberali, nego i radikalni ljevičari Kennedyja preuzeli kao svoju ikonu te mu pripisivali zasluge za mnoge reforme i dostignuća njegovih prethodnika i nasljednika, pogotovo u oblasti borbe za mir u svijetu, prava crnaca, žena, homoseksualaca, zaštitu okoline i sl.
Taj trend je izgubio na snazi tek posljednjih par desetljeća, kada su povjesničari zauzeli mnogo objektivniji i emocijama manje nabijeni stav. Tome je doprinijelo i iznošenje mnogih kompromitirajućih podataka iz Kennedyjevog života, pogotovo onih koji su se ticali njegovih veza s organiziranim kriminalom, plejbojevskog načina života, upetljanosti u nerazjašnjenu smrt Marilyn Monroe kao i ovisnosti o narkoticima.

## Vanjske poveznice
|  | Zajednički poslužitelj ima stranicu o temi John F. Kennedy |